# Jedrska varnost in varovanje
Jedrska varnost in zaščita zajema sprejete ukrepe za preprečevanje jedrskih nesreč oz. omejevanje njihovih posledic. To pokriva jedrske elektrarne, kot tudi vse druge jedrske objekte, prevoz jedrskih materialov, ter uporaba in shranjevanje jedrskih materialov za medicinske in vojaške namene, ter energetsko industrijo.
Industrija jedrske energije je izboljšala varnost in delovanje reaktorjev, ter predlagala nove in varnejše modele reaktorjev. Vendar pa ne more biti zagotovljena popolna varnost. Potencialni viri problemov vključujejo človeške napake in zunanje dogodke, ki imajo večji učinek od pričakovanega. Oblikovalci reaktorjev v Fukušimi na Japonskem niso predvideli, da cunami ustvari potres in s tem onemogoči rezervni sistem, ki naj bi stabiliziral reaktor po potresu. Glede na UBS AG, nesreče v jedrskih elektrarnah Fukušimi I vzbujajo dvom o tem, ali lahko napredno gospodarstvo, kot ga ima Japonska obvlada jedrsko varnost. Izključeni niso niti katastrofalni scenariji, ki vključujejo teroristične napade, notranje sabotaže, plowshares ukrepe in hekerske vdore.
V svoji knjigi, Normalne nesreče, Charles Perrow pravi, da so večkratne in nepričakovane napake vgrajene v kompleksnih sistemih jedrskih reaktorjev. Take nesreče so neizogibne in ne smejo biti prisotne v tej industriji. Od leta 1970 do sedaj so bile tri hude nesreče (poškodbe sredice), ki so vključevale pet reaktorjev (enega na Otoku treh milj leta 1979;. enega v Černobilu leta 1986; in tri na Fukušima-Daiči leta 2011), ki ustrezajo začetku obratovanja reaktorjev generacije II.
Varnost jedrskega orožja, kot tudi varnost vojaških raziskav, ki vključujejo jedrski material, so na splošno vodene od agencij in drugačne od tistih, ki nadzorujejo civilno varnost, zaradi različnih razlogov, vključno tajnosti. Trenutno potekajo pomisleki glede terorističnih skupin, da bi lahko pridobile potrebne jedrske materiale za izdelavo jedrskega orožja.